# Agricoltura di sussistenza

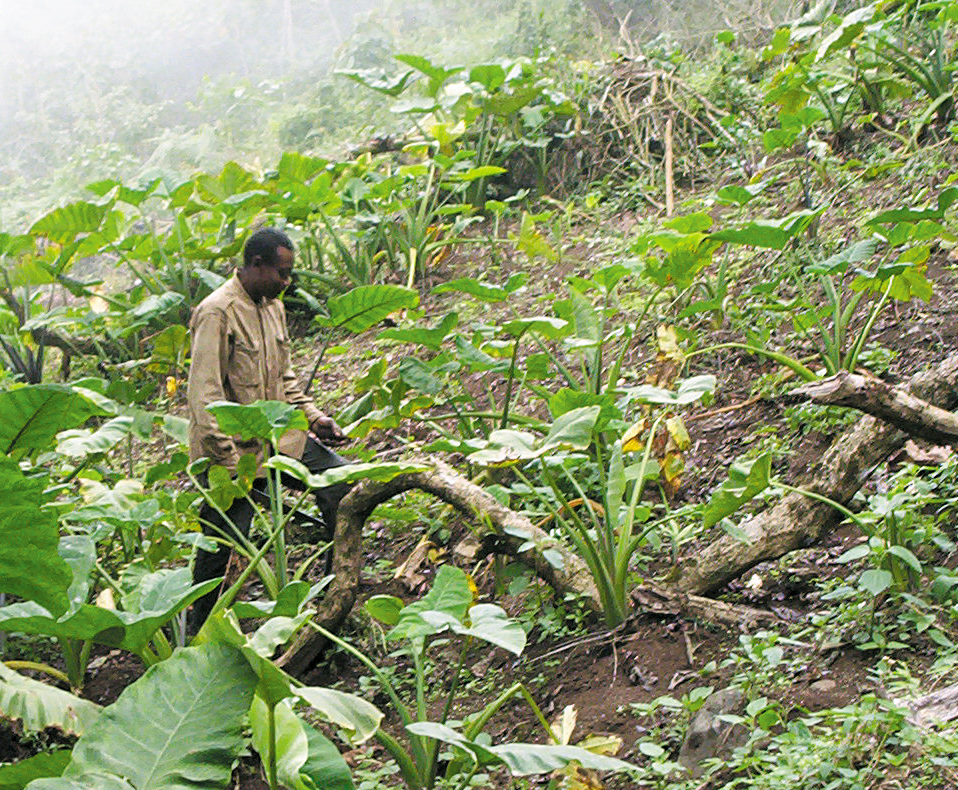
Un agricoltore Bakweri mentre lavora un campo di taro sulle pendici del monte Camerun (2005).

L'agricoltura di sussistenza o di autoconsumo ha luogo quando uno o più contadini crescono colture alimentari per soddisfare i propri bisogni e quelli delle loro famiglie. Nell'agricoltura di sussistenza i prodotti della fattoria sono diretti alla sopravvivenza e ai bisogni personali, con un basso o inesistente surplus. Le decisioni di semina sono fatte principalmente tenendo conto di che cosa la famiglia necessiterà l'anno successivo, e secondariamente con uno sguardo ai prezzi del mercato. Tony Waters scrive: "I contadini di sussistenza sono persone che crescono ciò che mangiano, costruiscono le loro case e vivono senza comprare regolarmente sul mercato".
Nonostante il primato dell'autosufficienza nell'agricoltura di sussistenza, oggi la maggior parte degli agricoltori di sussistenza partecipano in qualche misura al commercio, sebbene solitamente sia per acquistare beni che non sono indispensabili, quali zucchero, tetti di lamiera, biciclette, vestiti usati e così via. La maggioranza degli agricoltori di sussistenza odierni risiede nei paesi in via di sviluppo. Anche se la quantità di commercio misurata in denaro è minore di quella di un consumatore in un paese con un moderno e complesso mercato, molti agricoltori di sussistenza hanno importanti contatti e beni commerciali, che producono grazie alle loro abilità o grazie a un accesso speciale a risorse apprezzate dal mercato.

## Storia
L'agricoltura di sussistenza era predominante nella società preindustriale in Asia, particolarmente in India, e successivamente emerse in varie aree come il Messico, dove si basava sul Mais, e nelle Ande, dove era incentrata sulla domesticazione delle patate. L'agricoltura di sussistenza era la modalità di produzione predominante fino a tempi recenti, quando il capitalismo non si è diffuso. L'orticoltura di sussistenza si crede si sia sviluppata indipendentemente nel Sud-est asiatico e in Papua Nuova Guinea.
L'agricoltura di sussistenza era in gran parte scomparsa in Europa all'inizio della prima guerra mondiale, e nell'America del Nord, con il movimento della mezzadria e degli agricoltori inquilini fuori dall'America del Sud e dal Midwest tra il 1930 e 1940. Fino al 1950 era comune nelle aziende agricole familiari nell'America del Nord e in Europa far crescere gran parte del cibo necessario alla famiglia e la maggioranza dei propri indumenti, anche se la vendita di alcuni prodotti agricoli rendevano abbastanza per acquistare alcuni beni di prima necessità. Questi beni erano tipicamente zucchero, caffè e tè; distillati di petrolio (petrolio, cherosene e olio combustibile); prodotti tessili come pezzi di stoffa, aghi e filo; medicine; prodotti di ferramenta come chiodi, viti e cavi; e alcuni beni discrezionali come caramelle o libri. Molti dei beni elencati, come per servizi occasionali da dottori, veterinari, fabbri, e altri, erano spesso pagati tramite baratto piuttosto che con la valuta.
Nell'Europa centrale e nell'Europa dell'Est l'agricoltura di sussistenza e di semi sussistenza ricomparve durante la transizione economica del 1990.

## Pratiche contemporanee
L'agricoltura di sussistenza continua ancora oggi in molte parti dell'Africa rurale, dell'Asia e dell'America Latina. Nel 2015, circa due miliardi di persone (poco più del 25% della popolazione) in 500 milioni di abitazioni che vivevano in aree rurali di paesi in via di sviluppo sopravvivevano lavorando meno di due ettari di terra.

## Tipologie di agricoltura di sussistenza

### Shifting cultivation
In questo tipo di agricoltura, un pezzo di terreno forestale è ripulito da una combinazione di abbattimento e incendi, e messo a coltura. Dopo 2-3 anni la fertilità del terreno inizia a declinare e viene abbandonato. L'agricoltore ripulisce quindi una nuova porzione di bosco. Mentre il terreno abbandonato è lasciato incolto, la foresta ricresce in quella zona e la fertilità dopo circa un decennio viene ristabilita. Questa forma di agricoltura è sostenibile con bassi livelli di densità della popolazione, ma maggiori carichi di persone richiedono pulizie più frequenti, che minano la fertilità e diminuiscono la copertura forestale, il che comporta deforestazione ed erosione del terreno. Shifting cultivation è chiamata dredd in India, ladang in Indonesia, milpa in America centrale e Messico ejhumming nel Nord Est dell'India.

### Agricoltura primitiva
Legata al nomadismo e alla pastorizia, è ancora diffusa nell'Africa subsahariana e nella Cina settentrionale.

### Pastorizia
In questo tipo di agricoltura le persone migrano con i loro animali in cerca di foraggio per il loro bestiame. Generalmente allevano vitelli, pecore, capre, cammelli e/o yak per latte, pelle, carne e lana. La pastorizia è diffusa in parti dell'Asia centrale e dell'ovest, India, est e sudovest Africa e Nord Eurasia. Esempi sono i nomadi Bhotiya e Gurjar dell'Himalaya.

### Agricoltura di sussistenza intensiva
Nell'agricoltura di sussistenza intensiva, gli agricoltori coltivano un piccolo pezzo di terreno usando strumenti semplici e più manodopera. Con clima favorevole e suolo fertile, si può ottenere più di un raccolto all'anno sullo stesso appezzamento. Gli agricoltori usano i loro piccoli possedimenti per produrre abbastanza per il consumo locale e per vendere il surplus. Nelle applicazioni più intensive, gli agricoltori possono creare terrazze lungo ripidi pendii per coltivare riso. Questi campi si possono trovare nelle parti densamente popolate dell'Asia, come nelle Filippine.

### Lotta contro la povertà
L'agricoltura di sussistenza può essere usata come una strategia per la lotta contro la povertà, specificamente come una rete di protezione per combattere la volatilità del costo del cibo e per la sicurezza alimentare.